# Langtang Himal
Der Langtang Himal (in deutschsprachigen Texten auch Langthang Himal geschrieben) ist ein Gebirgsmassiv im Zentral-Himalaya, 65 km nordnordöstlich von Kathmandu, an der Grenze zwischen Nepal und China.
Der Langtang Himal verläuft nördlich des Flusstals des Langtang Khola, in dem der Ort Langtang liegt. Höchster Gipfel ist der 7227 m hohe Langtang Lirung. Der nepalesische Teil des Gebirges liegt innerhalb des Langtang-Nationalparks. Ein relativ niedriger Aussichtsberg ist der Yala Peak, ein so genannter Trekking-Gipfel. Im Osten schließt sich der höhere Jugal Himal mit dem Achttausender Shishapangma an. Südlich des Langtang-Tales verläuft der Gebirgszug Chimsedang Lekh.

## Berge
Die bedeutendsten Gipfel des Gebirgsmassivs von Westen nach Osten sind:
| Name                        | Höhe in m | Land                        |
| --------------------------- | --------- | --------------------------- |
| Langtang II (Ghengu Liru)   | 6581      | Nepal                       |
| Langtang Lirung             | 7227      | Nepal                       |
| Kimshung                    | 6781      | Nepal                       |
| Kyanjing Ri                 | 4773      | Nepal                       |
| Tserko Ri                   | 5033      | Nepal                       |
| Yala Peak                   | 5732      | Nepal                       |
| Bhemdang Ri (Morimoto Peak) | 6150      | Nepal                       |
| Shalbachum                  | 6707      | Nepal / Volksrepublik China |
| Kyungka Ri                  | 6599      | Nepal / Volksrepublik China |
| Bhemlang Karpu              | 5691      | Nepal / Volksrepublik China |
| Dragmarpo Ri                | 6578      | Nepal                       |
| Chusmodo                    | 6508      | Nepal                       |
| Langtang Ri                 | 7205      | Nepal / Volksrepublik China |